# ザムトゲマインデ・キルヒドルフ
ザムトゲマインデ・キルヒドルフ (ドイツ語: Samtgemeinde Kirchdorf) は、ドイツ連邦共和国ニーダーザクセン州ディープホルツ郡のザムトゲマインデ（集合自治体）である。

## 地理

### 位置
ザムトゲマインデ・キルヒドルフは、ニーダーザクセン州のヴェーザー川の西、海抜 36 m の平地に位置する。ハノーファー、ブレーメン、オスナブリュックを結ぶ三角形におおむね収まる位置である。
このザムトゲマインデをヴェーザー川左岸の支流グローセ・アウエ川が流れている。ザムトゲマインデの領域の多くの部分で数多くの高層湿原が見られる。キルヒドルフ町内には、大きく連なったハイデ「キルヒドルファー・ハイデ」がある。

### 構成する自治体
ザムトゲマインデ・キルヒドルフは、以下の構成自治体からなる。
- バーレンボルステル: ホルツハウゼン、ハーケンモーア、ゲーテン、ヘｓペロー地区を含む
- バーレンブルク: ムンターブルク、パッシェンブルク地区を含む
- フライシュタット: シュプレーケルスホルスト、ハイムシュタット、デッカータウ地区を含む
- キルヒドルフ: クッペンドルフ、ヘールデ、ブルンスベルク、シャリングハウゼン地区を含む
- ヴァレル: ベンゼビュルテン、ブリュンマーロー、デリーロー、ノイバウエルン、レンツェル、シェーケルン地区を含む
- ヴェールブレック: ブーフホルスト、シュトランゲ、ノルトホルツ、ヌッテルン地区を含む。

### 隣接する市町村
隣接する市町村は、北から時計回りに、ズーリンゲン、シュタイアーベルク、ウフテ、ヴァーゲンフェルト、ザムトゲマインデ・レーデン、ザムトゲマインデ・バルンストルフである。

## 歴史
ザムトゲマインデ・キルヒドルフは、1974年に地域再編により創設された。クッペンドルフとシャリングハウゼンはこれ以後キルヒドルフに属すこととなった。ホルツハウゼンはバーレンボルステルと合併して1つの自治体を形成することとなり、デリーローはザムトゲマインデ形成以後ヴァレルの1地区となった。キルヒドルフおよびバーレンボルステルと、バーレンブルク、フライシュタット、ヴァレル、ヴェールブレックからザムトゲマインデ・キルヒドルフが形成された。

## 行政

### 議会
このザムトゲマインデの議会は20議席からなる。

### 紋章
図柄: 青地に銀色の柱。その中に直立し、赤い爪を持つ黒いクマの腕が描かれている。その左右にそれぞれ3つずつ金色の犂の刃が描かれている。基部には金の波帯。ただし柱の中では青色である。
解説: ザムトゲマインデ・キルヒドルフを形成する6つの自治体が6つの犂の刃で表されている。これは同時に、この地域にとって重要な農業を表しいてもいる。アウエ川は波帯として描かれている。この地域の歴史にはホーヤ領主家が重要な役割を果たしているが、その紋章から採られたクマの腕がそれを表している。

### 姉妹自治体
1984年夏のバーレンブルク住民とフランスのベッセ＝シュル＝ブレイの代表者との短い交流がザムトゲマインデ・キルヒドルフとベッセ＝シュル＝ブレイ、サン＝カレ、コネール、ラ・シャペル＝ユオン、サント＝セロット（いずれもサルト県サン＝カレ郡）との長年にわたる友好関係の始まりとなった。

## 文化と見所
ザムトゲマインデ・キルヒドルフは、芸術的および文化的見地からユニークである。展覧会、朗読会あるいはコンサートの他に、地元の伝統保存会による文化イベントも開催される。
2000年から2年ごとにザムトゲマインデのハイデや湿地で「ハイデ・ウント・モーアマーレライ」（直訳: 荒れ地と湿地の絵画会）が開催される。芸術家たちがアトリエではなく屋外の自然の中で創作するために訪れる。この他に地元での芸術と文化を奨励することを目的とするクンストクルトゥールフォールム・キルヒドルフ（直訳: キルヒドルフ芸術文化フォーラム）があった。このフォーラムはキルヒドルフの芸術愛好家グループから組織されていたが、2017年に活動を停止した。

### ザムトゲマインデ・キルヒドルフの文書館
この文書館は、1974年の地域再編以前に独立していた町村の数多くの文書を管理している。ザムトゲマインデ・キルヒドルフの歴史にとって重要な史料の他に数多くのその他の資料、手書きの年代記、雑誌、その他の書籍が文書館に収蔵されている。

### フライシュタットのモーアホルト記念館
2015年春、フライシュタットのモーアホルト館で、かつての非行少年らに対する矯正教育の展示が開催された。映画「フライシュタット」の舞台に様々な説明プレートが設けられた。歴史的な場所、記録文書、写真、インタビューの抜粋が家庭教育の限界と矯正教育を受ける青少年の痛ましい日常を想起させる。さらに過去の不正を見ることで現在の行為に対する学びを得ることができる。

### バーレンブルクの倉庫と機織り部屋
バーレンブルクには文化と伝統を保護するための特別な場所がある。木組みの倉庫は、展覧会や地域イベントのための集会所となっている。「シュパイヒャーゾンターク」（直訳: 倉庫の日曜日）と呼ばれるイベントでは織布、紡績、亜麻の加工、泥炭採掘、ヒツジの毛刈りといった習俗や古い職人仕事といったテーマで講演が行われる。
機織り部屋は、1938年建造の「アルター・シュプリッツェンハウス」（直訳: 旧消防署）内にある。この建物は様々な用途に用いられてきた。消防署、ローベルト・ドロートの理髪店（上層階）、バーレンブルクの牢獄（下層階）などである。1995年からはバーレンブルク美化・郷土協会の機織り部屋となっている。

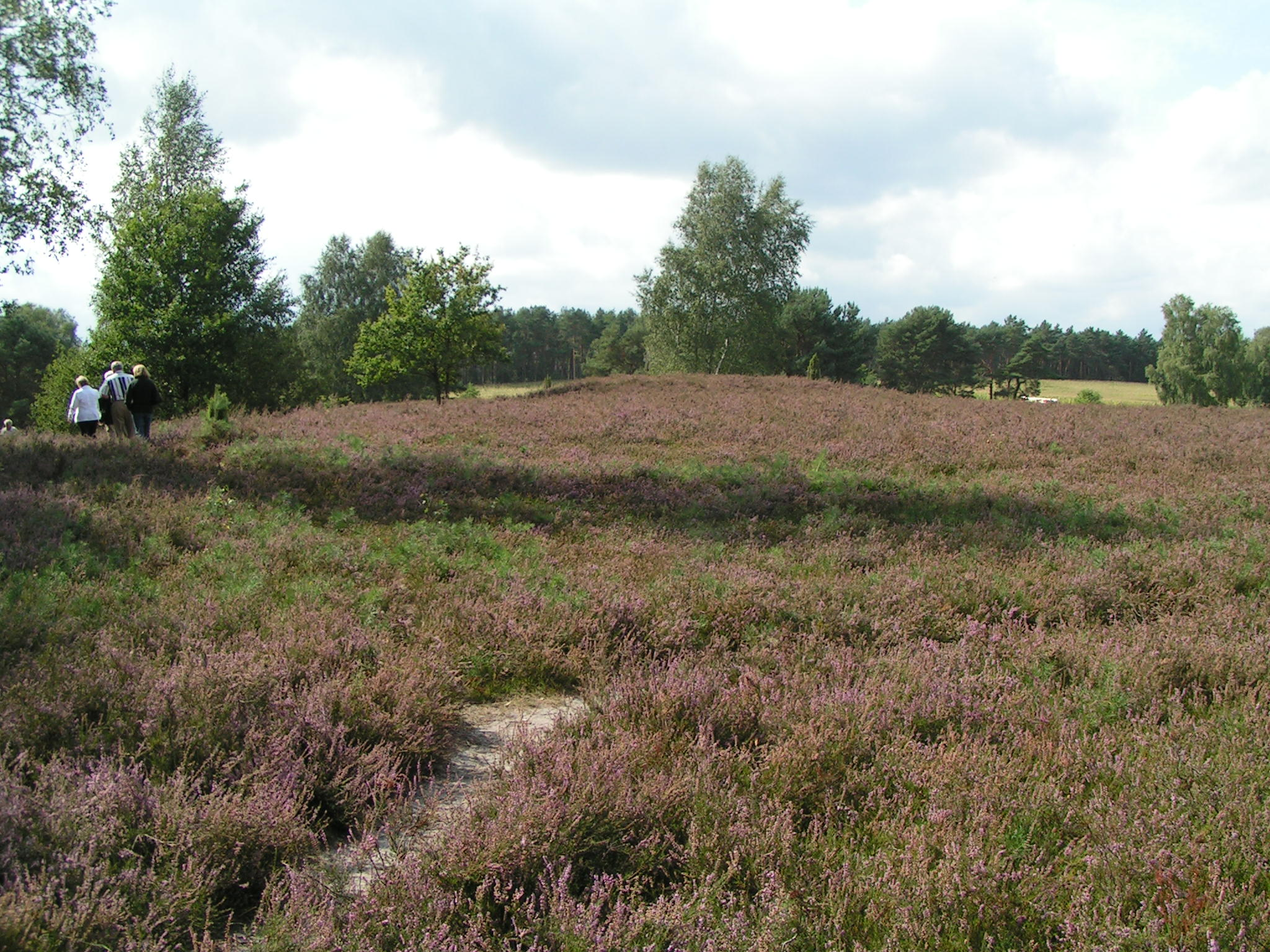
キルヒドルファー・ハイデ

### キルヒドルファー・ハイデ
キルヒドルファー・ハイデは、ニーダーザクセン最大級のハイデの1つである。自治体キルヒドルフの最高地点であるクニックベルク（海抜 86 m）に高さ 1 m の砂岩の柱「フランス石」がある。

### キルヒドルフの郷土博物館および公民館
1380年に最初の記録がなされ、おそらく村落共同体「Kaddörp」の母体となったかつての農場「イーローゲ」の主館の屋根裏階に、キルヒドルフ郷土博物館がある。ほぼ全ての展示品はキルヒドルフで作られたもので、それぞれにその歴史が込められているため、「郷土室」はキルヒドルフの住民にとって自らの歴史の場所となっている。部門ごとに交易と手工業、バター、パン焼き、洗濯、屠畜、青少年、喜びと悲しみ、学校と堅信、養蜂と泥炭採掘、紡績、織布、軍事について展示している。

### ヴァレルの聖具庫
ヴァレルの「聖具庫の文化」協会の設立は、1989年に古い聖具庫を解体から救い、徹底的に修復を行った、ヴァレル住民の結束した住民活動に由来する。ヴァレルの聖具庫は1831年から1833年に建設され、1982年まではヴァレル基礎課程学校が入居していた。この聖具庫は聖マリエン教会とともに集落の中心に位置している。1991年10月、協会によって開館され、それ以後文化イベントに活用されている。

### ヴェールブレックの画工博物館
2005年9月、ヴェールブレックにニーダーザクセン州全体でもユニークな画工博物館がオープンした。画工博物館のアイデアは、塗装会社フライシュタットの創立50周年の際に、博物館の創設者で、画工マイスターのヴィルヘルム・ケスターが発案した。彼は画工倉庫からいくつかの在庫を展示品として陳列した。来訪者は、約 120 m2 の展示スペースで絵画工芸の歴史についての絵画を見ることができる。筆、型紙、顔料用のすりこぎ、賃金簿や営業帳簿などの絵画用具を備えた再建された古い絵画工房では、活気に満ちた画工の歴史を身近に感じることができる。

### ヴェールブレックの職人通り
ヴェールブレックにある長さ 800 m ほどのビルケンアレーは「職人通り」とされており、13の異なるイヌングを示す照明付きの標識が道路沿いに設置されている。ここには24時間アクセスが可能である。

## 公共機関

### 託児施設
ザムトゲマインデ・キルヒドルフでは、幼い子供のために3箇所の保育園（バーレンブルク、ヴェールブレック、シャリングハウゼン（バーレンボルステルに支所がある））が全日保育を行っている。これに加えて2箇所の託児所（バーレンブルクとシャリングハウゼン）が3歳以下の幼児を預かっており、バーレンボルステルのホルトは14歳までの児童が利用できる。また、ターゲスムッター（保育ママ）も利用できる。

### 教育
ザムトゲマインデ内には、キルヒドルフに基礎課程学校が1校、ヴァレルにオーバーシューレが1校、フライシュタットにベーテル学校連合がある。上級の学校はザムトゲマインデ外にあり、ディープホルツ郡ではギムナジウム7校、職業訓練校4校、養護学校5校がある。

### 社会福祉
- ドイツ赤十字の支部、バーレンボルステル、バーレンブルク、キルヒドルフ、シャリングハウゼン、ヴァレル
- ドイツ赤十字救命救急キルヒドルフ
- ハイムシュタット老人介護センター
- キルヒドルファー・ハイデ養護センター
- ヴァレルトヴェールブレックのデイサービス
- 福音主義ルター派聖マリエン教会ヴァレルの来客サービス
- キルヒドルフの赤十字の療養住宅

### 医療・健康
健康と関連サービスのテーマについてもザムトゲマインデ・キルヒドルフは良い環境にある。ザムトゲマインデ内に、クリニック 5院、歯科医 1院、動物病院 4院がある。この他に、助産師 1人、薬局 1軒、健康センターと健康サービス管理がある。

### 教会

#### バーレンブルクの聖十字架教会
この小さな村の教会は15世紀半ばに建設された。この教会は、1200年頃に薬効のある泉の高台の壁の上にホーヤ伯領が築いた礼拝堂に由来する。比喩の多様性と豊かな装飾を持つ中世の天井画が独特の雰囲気を創りだしている。バロック様式の祭壇飾り、装飾豊かなルネサンス様式の講壇、古いゴシック様式の洗礼盤とともに活き活きとした、大変調和のとれた空間演出を創出している。

#### フライシュタットのモーア教会
墓地と牧師館との間にある現在のモーア教会は明らかに古い教会と異なっている。この教会は「会見の幕屋」として設計され、当初からそのように理解されていた。古い教会では身廊の長軸に沿って、正面の壁を向いた会衆席が平行に並べられているが、この教会では中心を向くように配置することでより強いコミュニケーション力を感じることができ、他方では可能な限り広い範囲に緊張感を持たせることができる。

#### キルヒドルフの聖ニコライ教会
キルヒドルフの聖ニコライ教会は、6つの地区、すなわちバーレンボルステル、ホルツハウゼン、キルヒドルフ、クッペンドルフ、シャリングハウゼン、ヴォルトリングハウゼン（ブーフホルツとオーレンゼーレンを含む）の教会活動の中心である。この教会は1831年から1833年に教会役員会建築マイスターのヘルナーによって建設された。十字型の平面上に建設された古典主義様式の教会で、誇張がなく簡素なことで、福音主義信仰の核心である「神の言葉」を表現している。講壇は装飾が施された唯一の調度である。

#### ヴァレルの聖マリエン教会
1870年/71年に当時の建築マイスターであったハーゼによってネオゴシック様式で設計され、建設されたヴァレルの3代目の教会である。2代目の教会は1869年に焼失したため、ほぼ全ての調度類は建設時のものであり、当時の芸術的感性を反映して造られている。この教会の洗礼盤は古いもので、おそらく、1582年に断絶したホーヤ伯家が創らせたものである。上部にその紋章がうっすらと見られる。台座は、隣接する中庭に置かれていたのを1959年に教会に戻された際に新しく創られたものである。

### キルヒドルフ町立図書館
この図書館は誰でも入館でき、無料で貸し出しを行っている。この図書館は、蔵書の維持管理と貸し出しを行う多くのボランティアによって運営されている。

### スポーツ
ザムトゲマインデ・キルヒドルフには広範で多彩な余暇のアクティビティが用意されている。

### スポーツ施設
- スポーツグラウンド: バーレンボルステル、バーレンブルク、キルヒドルフ、クッペンドルフ、シャリングハウゼン、ヴァレル、ヴェールブレック
- 体育館: バーレンボルステル、バーレンブルク、キルヒドルフ、ヴァレル、ヴェールブレック
- テニスコート: バーレンボルステル、バーレンブルク、キルヒドルフ、ヴァレル
- 乗馬クラブ: キルヒドルフ
- 射撃協会および射撃場: バーレンボルステル、バーレンブルク、デリーロー、ヘールデ、ホルツハウゼン、キルヒドルフ、クッペンドルフ、シャリングハウゼン、シュトランゲ、ヴァレル、ヴェールブレック
- ケーゲル場: バーレンブルク、キルヒドルフ
- ミニゴルフ場: フライシュタット、キルヒドルフ
- ウォータースライダーのある屋外プール: バーレンブルク
- 天然屋外プール: キルヒドルフ
- 釣り: バーレンブルク、キルヒドルフ、ヴァレル
- スポーツ健康センター: キルヒドルフ
- ディープホルツ郡の市民大学もザムトゲマインデ・キルヒドルフの地元スポーツクラブもいくつかのフィットネスおよび健康コースを用意している。

## 経済と社会資本
2019年6月時点で被雇用者の 44 % がサービス業、30 % が製造業に従事している。2019年の郡内の住民総生産は 31,123ユーロ/人（ドイツの平均の 75 %）、2020年の産業税は 134 % である。2019年6月のザムトゲマインデに働きに来る通勤者とザムトゲマインデから働きに出る通勤者の比率は、1,905 対 1,974 である。

### 交通
交通網: ハノーファー、ブレーメン、オスナブリュックの都市トライアングル内にあり、連邦道 B61号線（ブレーメン - ミンデン）および B214号線（ニーンブルク - ディープホルツ）により理想的な交通網を呈している。アウトバーン A1号線のブレーメンインターチェンジ（シュトゥール・ジャンクション）は約 50 km、A2号線のハノーファー・インターチェンジ（ヘレンハウゼン）は約 85 km、A2号線およびA30号線のバート・エーンハウゼン・インターチェンジは約 60 km の位置にある。
アンルーフ＝ザンメルタクシー（デマンド型交通、略称 AST）がザムトゲマインデ・キルヒドルフの公共旅客近郊交通を補完している。ASTは、バス路線 127（バーレンボルステル - キルヒドルフ - ズーリンゲン）、133（ラーデン - ヴァーゲンフェルト - バーレンボルステル - キルヒドルフ - バーレンブルク - ズーリンゲン）および137（ディープホルツ - フライシュタット - ヴェールブレック - ヴァレル - ズーリンゲン）のバス路線網の空隙を埋めている。